# The History of Sir Charles Grandison
Pour les articles homonymes, voir Sir Charles Grandison, or, The happy man: a comedy in five acts.
The History of Sir Charles Grandison, appelé en français et dans la traduction de l'abbé Prévost Nouvelles Lettres angloises ou Histoire de Sir Charles Grandisson, est un roman épistolaire de Samuel Richardson publié pour la première fois en février 1753. Prévost lui-même signale, dans sa préface, une traduction française concurrente, par le pasteur Genevois Gaspard Joël Monod. Elle sera rééditée à Leyde en 1764 avec des gravures. 
Le livre s'inscrivait en réaction à l'ouvrage de Henry Fielding, Histoire de Tom Jones, enfant trouvé (The History of Tom Jones, a Foundling), qui parodiait lui-même les aspects moraux développés dans les précédents romans de Samuel Richardson. 
Le roman raconte d'abord l'histoire de Harriet Byron, courtisée par Sir Hargrave Pollexfen. Après qu'elle a rejeté Sir Hargrave, celui-ci l'enlève, et elle n'est libérée que grâce à l'intervention de Sir Charles Grandisson, dont le carrosse croise par hasard celui du ravisseur. Après l'entrée en scène de Sir Charles, le roman se centre sur son histoire, et notamment celle de ses amours malheureuses avec Clémentine, qu'il a rencontrée en Italie.

## Résumé du roman
Comme dans ses romans précédents, Richardson préface le roman en prétendant n'en être que l'éditeur : « Comment une si remarquable collection de lettres privées est tombée entre ses mains, l'éditeur espère que le lecteur ne jugera pas nécessaire de s'en enquérir. » Cependant, Richardson n'a pas gardé secrète sa qualité d'auteur et, à l'instigation de ses amis et notamment de Samuel Johnson, il a abandonné ce dispositif d'encadrement du recueil dès la deuxième édition.

### Harriett Byron harcelée par Sir Hargrave Pollexfen
Le roman commence avec le départ d'Harriet Byron de la maison de son oncle, George Selby, pour rendre visite à M. et Mme Reeves, ses cousins, à Londres. Bien qu'orpheline élevée par ses grands-parents, elle est l'héritière d'une fortune de quinze mille livres, ce qui incite de nombreux prétendants à la rechercher. À Londres, elle est courtisée par trois prétendants : M. Greville, M. Fenwick et M. Orme. Suivent bientôt d'autres candidats : M. Fowler, Sir Rowland Meredith, et Sir Hargrave Pollexfen. Le dernier, Sir Hargrave, se montre particulièrement pressant auprès de Miss Byron, ce qui amène cette dernière à le critiquer pour son manque de moralité et de décence et finalement à lui interdire toute visite.
Mais Sir Hargrave ne peut pas se passer de Miss Byron. Il décide de l'enlever alors qu'elle assiste à un bal masqué (une mascarade) au Haymarket. Elle est alors emprisonnée à Lisson Grove avec la complicité d'une veuve et de ses deux filles. Sir Hargrave organise dans la maison un mariage avec un pasteur qu'il a soudoyé. Mais Miss Byron reste ferme, refuse de l'épouser, et supplie les trois femmes de la laisser partir. Sir Hargrave fait alors monter Miis Byron dans un carrosse pour sa maison de Windsor. Cependant, il est arrêté en route à Hounslow Heath, où le carrosse de Sir Charles lui dispute la priorité sur la route. Sir Charles entend les appels au secours de Miss Byron : il neutralise Sir Hargrave, prend Miss Byron sous sa protection et l'emmène à Colnebrook, dans la maison de son beau-frère le « comte de L. », où il séjourne avec sa sœur en leur absence.
A peine remis de l'attaque, Sir Hargrave provoque Sir Charles en duel. Ce dernier réussit à calmer Hargrave, le duel n'aura pas lieu. Sir Charles convainc Sir Hargrave de présenter à Miss Byron ses excuses, qu'elle accepte. Il lui fait ensuite une nouvelle proposition de mariage. Elle refuse car, comme elle l'avoue, elle est amoureuse de Sir Charles. 

### Le désespoir de Clémentine
Cependant, un nouveau prétendant, le comte de D, apparaît et il s'avère que Sir Charles a promis d'épouser une Italienne, Clémentine de Porretta. Lors d'un séjour en Italie des années auparavant, il avait sauvé la vie de son frère Jeronymo. A cette occasion il était tombé amoureux de Clémentine. Sir Charles n'avait pas pu l'épouser, car elle exigeait sa conversion au catholicisme et lui tenait à rester protestant anglican. Après son départ, Clémentine était tombée malade par désespoir. Le marquis et la marquise, ses parents, qui la destinent désormais à un comte de Belvédère, sont désespérés de voir se dégrader sa santé, et presque résolus à accepter un mariage mixte, si Sir Charles peut rendre heureuse Clémentine. Sir Charles retourne donc en Italie ; cependant, Clémentine, qui ne veut pas entendre parler de Belmont, reste déterminée, malgré son amour pour Sir Charles, à ne jamais épouser un hérétique. Elle est alors enfermée dans un couvent, ce qui permet à sa cousine Laurana de récupérer son héritage. Sir Charles retourne en Angleterre et épouse Harriet Byron.

### Richardson et Fielding
Dans une « Note de conclusion » adressée à Grandisson, Richardson écrit : « On a dit, en parlant de nombreuses fictions modernes pour lesquelles les auteurs avaient obtenu du succès (et même du bonheur, comme on dit), à propos de leurs héros de caractère vicieux, voire prodigue, qu'ils exposaient la nature humaine telle qu'elle est. La corruption de l'homme peut, en effet, être exposée dans un caractère défectueux ; mais est-il nécessaire d'en donner des images dans les livres ? Le vice couronné de succès, triomphant et récompensé, et peut-être mis en valeur par de l'esprit et de la vivacité, n'est-il pas une représentation dangereuse ? » Richardson fait notamment référence aux romans de Fielding, son rival littéraire. Cette note a été publiée avec le dernier volume de Grandison en mars 1754, quelques mois avant le départ de Fielding pour Lisbonne. Avant de mourir à Lisbonne, Fielding a inclus une réponse à Richardson dans la préface de son Journal de Voyage à Lisbonne.